# Working!!
Working!! (яп. WORKING!!, ワーキング, укр. Праця!!) — японська серія стріп-манґи у форматі йонкома, написана та ілюстрована Каріно Такацу. Її випуск почався у 2005 році в сейнен-журналі Young Gangan видавництва Square Enix. Square Enix також випустив три CD-драми між 2007 і 2009 роками, сценарій написаний Шього Мукай.
Аніме-адаптація вийшла у 2010 (1 сезон), 2011 (2 сезон) та 2015 (3 сезон) роках видавництва A-1 Pictures. У Північній Америці ліцензію на показ перших двох сезонів отримала NIS America, а третього — Aniplex of America.
У 2016 році вийшов серіал спін-оф «Праця!! (вебверсія)» (англ. Web-ban Working!!), що розповідав історію другого ресторану «Вагнарія» з іншими персонажами. У Північній Америці дистриб'ютор Aniplex of America.

## Сюжет
До звичайного сімейного ресторану «Вагнарія» (яп. 「ワグナリア」), у Хоккайдо, влаштовується новий працівник Таканаші Сота. Він думав, що це буде звичайна робота, але все змінилося коли він познайомився з усіма працівниками. Кожного дня в ресторані відбуваються кумедні та дивні події.

## Персонажі

### Працівники ресторану «Вагнарія»
Таканаші Сота (яп. 小鳥遊 宗太)
Сейю: CD-драма: Судзумура Кен'їчі; аніме: Фукуяма Дзюн (яп.), Ом Сан Хьон (кор.)
Головний герой, 16-річний учень 1-го року старшої школи. Зріст 172 см. Має каштанове волосся та карі очі.
На вулиці Попура випадково запросила працювати Соту офіціантом у ресторані «Вагнарія», на що юнак згодився. Він серйозно ставиться будь-якої своєї роботи, добрий і хороший товариш для кожного. Сота не може встояти від милих речей, таких як: діти до 12 років, коти, хом'яки, комахи, дафнії. Через маленький зріст, Попура також входить до цього списку. Змалечку юнак живе у сім'ї з чотирма сестрами. Відколи батьки їх покинули став головою сім'ї. Через надмірне піклування зі сестрами, отримує психологічну травму, через що відноситься неприязно до старших жінок, тому в нього і виникає конфлікт із менеджером Шірафудзі. Також у дитинстві його часто одягали у дівчачий одяг. Цю таємницю знає Сома, використовуючи її для своїх потреб. Познайомившись з Махіру, вирішує їй допомогти подолати андрофобію. Він, навіть, переодягається дівчиною, щоб піти з нею на побачення. Хоча його завжди б'є Махіру, він добре навчений сестрою самообороні, але не застосовує ці навички на дівчатах. Через свій гострий язик може потрапити в неприємну ситуацію. Також він може покарати своїх колег, коли вони порушують правила ресторану або щось ламають.
Танешіма Попура (яп. 種島 ぽぷら)
Сейю: CD-драма: Кадовакі Май; аніме: Асумі Кана (яп.), Чон Мі Сук (кор.)
17-річна учениця 2-го року середньої школи, де також учиться Таканаші. Названа батьками на честь тополі (Populus), щоб росла високою, але доля дала їй маленький зріст (140 см), через що вона і комплексує. Має довге та пухнасте буре волосся, яке часто для розваги стилює Сато, і світло-карі очі. Добра, працьовита та цілеспрямована дівчина. Дуже довірлива, особливо коли тема йде про зріст. Гнівається, коли її вважають ученицею початкової школи. Вона часто забуває прізвище Таканаші та говорить «Катанаші». Офіціантка у ресторані «Вагнарія».
Інами Махіру (яп. 伊波 まひる)
Сейю: CD-драма: Накахара Май, аніме: Фудзіта Сакі (яп.), Юн Мі На (кор.)
17-річна дівчина з тяжкою андрофобією. Зріст 166 см. Має коротке руде волосся та карі очі. Навчається у жіночій приватній школі.
Махіру красива та сором'язлива дівчина. У дитинстві отримала психологічну травму та не може нормально спілкуватися з хлопцями. Її тато завжди розповідав різними шляхами (казки, фільми, розповіді), які хлопці страшні. Сильна, через те що батько підкладав до її сумки металеві вставки. Закохана у Сота. Кожного дня змінює шпильки для волосся, які подарував їй Таканаші. Офіціантка у ресторані «Вагнарія».
Шірафудзі Кьоко (яп. 白藤 杏子)
Сейю: CD-драма: Мінагава Дзюнко, аніме: Ватанабе Куміко (яп.), Чхве Мун Джа (кор.)
28-річна жінка. Зріст 170 см. Брюнетка, має сірі очі. Працює менеджером у ресторані «Вагнарія». Переважно нічого не робить та їсть, а найбільше полюбляє парфе, що робить Ячійо, та солодощі Хьоґо. Ненавидить, коли її називають старухою. У минулому була хуліганкою. Поважає та захищає своїх колег. Має помічників, які допомагають покарати хуліганів, що прийшли до ресторану.
Тодорокі Ячійо (яп. 轟 八千代)
Сейю: CD-драма: Каварагі Шіхо, аніме: Кітамура Ері (яп.), Сойон (кор.)
20-річна дівчина. Зріст 170 см. Має довге золотисте волосся, очі переважно закриті. Вона добра, ніжна та красива. У дитинстві була врятована від хуліганів Кьоко і від того моменту захоплюється нею. Завжди при собі носить катану, зроблену її батьками, через що її всі бояться. Інколи нападає на Отоо, коли думає, що він намагається від неї забрати Кьоко. Головна офіціантка в ресторані «Вагнарія».
Сато Дзюн (яп. 佐藤 潤)
Сейю: Нодзіма Хірафумі (CD-драма), Оно Дайсуке (аніме)
20-річний чоловік. Зріст 180 см. Блондин, хоча насправді брюнет. Очі світло-бурі. Закоханий у Ячійо, пізніше вона дає згоду та стосунки між ними змінюються. Він добрий та суворий. Завжди дає прочухана Сомі через його жарти та лінощі. Має погану звичку курити. Шеф-кухар у ресторані «Вагнарія».
Сома Хіроомі (яп. 相馬 博臣)
Сейю: Фудзіта Йошінорі (CD-драма), Камія Хіроші (аніме)
20-річний чоловік. Зріст 178 см. Має синє волосся та очі, переважно закриті. На його обличчі завжди посмішка, а в голові інформація про всіх навколо. Як йому вдається знайти інформацію про кожного, не знає ніхто. Знання таємниць допомагає йому примушувати працювати за нього інших. Але хоч він і лінивий, але добрий юнак. Помічник шеф-кухаря в ресторані «Вагнарія».
Отоо Хього (яп. 音尾 兵吾)
Сейю: Накамура Дайкі (CD-драма), Наката Дзьодзі (аніме)
Чоловік середнього віку. Зріст 180 см. Брюнет, очі сірі. Залишає ресторан на Кьоко та вирушає на пошуки своєї дружини. Час від часу повертається з подарунками для персоналу. Головний менеджер ресторану «Вагнарія».
Ямада Аой (яп. 山田 葵)
Сейю: Уеда Кана (CD-драма), Хірохаші Рьо (аніме)
16-річна дівчина-катастрофа. Була знайдена Отоо та віддана у піклування працівникам ресторану. Стала офіціанткою. Живе у ресторані. Хоче, щоб її удочерив Отоо, або ще хтось.
Мацумото Мая (яп. 松本 麻耶)
Сейю: Кавасе Акіко (аніме)
18-річна дівчина. Вона одержима бути нормальною. Вважає усіх навколо ненормальними. Офіціантка.

### Сім'я Таканаші
Таканаші Кадзуе (яп. 小鳥遊 一枝)
Сейю: Андо Мабукі (CD-драма), Шірайші Рьоко (аніме)
Найстарша сестра Соти, безпринципна і пряма 31-річна жінка. Працює адвокаткою. Вона має буре волосся та карі очі, носить окуляри та діловий жіночий костюм. Кадзуе полюбляє своїх сестер і турбується про них, хоч інколи й говорить інакше. Вона була одружена, полюбляє дітей.
Таканаші Ідзумі (яп. 小鳥遊 泉)
Сейю: Фуміко Орікаса (CD-драма), Хікаса Йоко (аніме)
Старша сестра Соти, добра та замкнута 28-річна жінка. Вона має темно-буре волосся, носить чорний одяг. Популярна письменниця-романістка. Вона використовує для написання своїх романів папір та чорнила, через що завжди завалена купою паперу, а її обличчя у чорнилі. Надто слабка, тому  нею піклуються інші сестри та, переважно, Сота. Переживає, що буде покинута своїм братом.
Таканаші Кодзуе (яп. 小鳥遊 梢)
Сейю: Кімура Акіко (CD-драма), Іто Шідзука (аніме)
Старша сестра Соти, добра, весела, полюбляє кокетувати, самотня 25-річна жінка, інструкторка з самооборони. Має світло-буде волосся. У дитинстві її мати не мала великого інтересу до неї, тому Акіко має психологічну травму та бажає бути коханою, але здебільшого вона самотня. Через постійну депресію має погану звичку пити алкогольні напої. Має стосунки з Йохей.
Таканаші Надзуна (яп. 小鳥遊 梢)
Сейю: Кугімія Ріе (CD-драма), Сайто Момоко (аніме)
Наймолодша сестра Соти, самостійна, працьовита, добра та весела 13-річна дівчинка. Учениця молодших класів. Вона має буре волосся та зріст 170 см. Через її зріст хвилюється Сота, розуміючи, що вона стає дорослою. Ріе завжди допомагає Соті в хатній роботі.
Таканаші Шідзука (яп. 小鳥遊 静)
Сейю: Орікаса Ай (аніме)
Мати Соти. Працює політикинею. Майже ніколи не буває дома. На неї дуже схожа Ідзумі.
батько Таканаші (яп. 小鳥遊姉弟の父親)
Сейю: Тасака Хідекі (аніме)
Батько Таканаші. У дитинстві одягав Сота у дівчачий одяг і фотографував його.

### Інші
батько Махіру (яп. 伊波まひるの父)
Сейю: Оцука Хотю (аніме)
мати Махіру (яп. 伊波まひるの母)
Сейю: Судзукі Масамі (аніме)
Отоо Наруна (яп. 音尾 春菜)
Сейю: Івао Дзюнко (аніме)
Дружина Отоо.
Машіба Йохей (яп. 真柴 陽平)
Сейю: Накамура Юйчі (аніме)
Один із помічників Кьоко. Допомагає покарати хуліганів. Брат Мідзукі.
Машіба Мідзукі (яп. 真柴 美月)
Сейю: Харука Томацу (аніме)
Один із помічників Кьоко. Допомагає покарати хуліганів. Сестра Йохей.
Ямада Кіріо (яп. 山田 桐生)
Сейю: Хіно Сатоші (аніме)
Юнак, що шукає свою сестру. Навчений як і Сота самообороні.
Кітахара Ріцуко (яп. 北原 律子) / Судзія Момока (яп. 鈴谷 桃香)
Сейю: Мідзусава Фуміє (аніме) / Сейю: Яхагі Саюрі (аніме)
Однокласниці Махіру.
Мінегіші Тора (яп. 峰岸 透)
Сейю: Юса Кодзі (аніме)
Кікуно (яп. 菊乃)
Сейю: Іное Кікуко (аніме)

## Манґа
Манґа «Праця!!» (англ. Working!!) створена та ілюстрована Такацу Каріно як вебкомікс на її особистому сайті у 2002 році та опубліковано у 2015 під назвою «Web-ban Working!!» укр. «Праця!! (вебверсія)». У січні 2005 по року виходить «Working!!» з іншими персонажами та сюжетом, опублікований у журналі «Young Gangan», видавництва Square Enix. Усього було випущено 13 томів манґи. Хоч події відбувалися у різних ресторанах, але деякі персонажі «Working!!» та «Web-ban Working!!» товариші. Автор манґи називає вебверсію «Cat Group» (яп. 猫組, неко гумі), а манґа-версію «Dog Group» (яп. 犬組, іну гумі).

### Список томів манґи
| Назва                                                                        | Дата                  | ISBN                                                         |
| ---------------------------------------------------------------------------- | --------------------- | ------------------------------------------------------------ |
| WORKING!! 1                                                                  | 25 грудня 2005        | ISBN 4-7575-1577-4                                           |
| WORKING!! 2                                                                  | 24 червня 2006        | ISBN 4-7575-1705-X                                           |
| WORKING!! 3                                                                  | 24 січня 2007         | ISBN 978-4-7575-1935-0                                       |
| WORKING!! 4                                                                  | 22 жовтня 2007        | ISBN 978-4-7575-2144-5                                       |
| WORKING!! 5                                                                  | 25 квітня 2008        | ISBN 978-4-7575-2253-4 ISBN 978-4-7575-2236-7 (спец. версія) |
| WORKING!! 6                                                                  | 26 березня 2009       | ISBN 978-4-7575-2516-0                                       |
| WORKING!! 7                                                                  | 25 березня 2010       | ISBN 978-4-7575-2829-1                                       |
| WORKING!! 8                                                                  | 24 липня 2010         | ISBN 978-4-7575-2944-1                                       |
| WORKING!! 9                                                                  | 25 листопада 2011     | ISBN 978-4-7575-3119-2 ISBN 978-4-7575-3048-5 (спец. версія) |
| WORKING!! 10                                                                 | 24 вересня 2011       | ISBN 978-4-7575-3375-2                                       |
| WORKING!! 11                                                                 | 24 листопада 2012年11 | ISBN 978-4-7575-3616-6 ISBN 978-4-7575-3617-3 (спец. версія) |
| WORKING!! 12                                                                 | 25 грудня 2013        | ISBN 978-4-7575-4029-3 ISBN 978-4-7575-4030-9 (спец. версія) |
| WORKING!! 13                                                                 | 25 грудня 2014        | ISBN 978-4-7575-4436-9 ISBN 978-4-7575-4437-6 (спец. версія) |
| WORKING!! Re:オーダー                                                        | 25 червня 2015        | ISBN 978-4-7575-4676-9                                       |
| Інше                                                                         |                       |                                                              |
| WORKING!! OFFICIAL FANBOOK〜小鳥遊宗太とゆかいな仲間達〜                     | 24 липня 2010         | ISBN 978-4-7575-2945-8                                       |
| TVアニメーション「WORKING'!!」オフィシャルファンブック〜すぺしゃるめにゅう〜 | 31 травня 2012        | ISBN 978-4-7575-3547-3                                       |

## CD-драма
Перша CD-драма випущена 25 січня 2007 року, друга — 25 квітня 2008 року, третя 25 березня 2009 року. До комплекту входили також 96-сторінковий буклет, сценарій та манга. CD-драму випускала Square Enix під назвою «Young Gangan Book In CD Working!!». Сценарій написаний Мукаї Шого.
Також для просунення аніме-серіалу з 21 травня по 29 жовтня 2010 року виходило інтернет радіошоу під назвою «Yamaking!!», влаштоване Хірохаші Рьо. радіошоу було успішним та отримало продовження під назвами «Yamaking'!!», виходило з 7 жовтня 2011 року по 18 травня 2012 року, та «Yamaking!!!», виходило з 19 червня 2015 року по 20 травня 2016.

## Аніме
Перший сезон
Перший сезон 13-серійного аніме-серіалу «Праця!!» виходив у ефір з 4 квітня по 26 червня 2010 року, виробництва A-1 Pictures та режисера Йошімаса Хірайке. Транслювався на Yomiuri TV, Tokyo MX, Chukyo TV, Sapporo TV. Перший спеціальний епізод попереднього перегляду відбувся 24 березня 2010 року на Tokyo MX. У Північній Америці ліцензію на трансляцію серіалу отримала NIS America, аніме виходило під назвою «Wagnaria!!».
Опенінг — «Хтось інший» (англ. «Someone Else»). Текст пісень — Кендзо Саекі; композитор — Сатору Коусакі; виконують — Асуми Кана (Попура), Фудзіта Сакі (Махіру), Кітамура Ері (Ячійо). Серії 2-12. Також використовується як ендінг у серіях 1, 13 та у 14-ом епізоді 3 сезону.
Ендінг — «Дійти до края серця» (англ. «Go to Heart Edge»; яп. 「ハートのエッジに挑もう」). Текст пісень — Кендзо Саекі; композитор — Сатору Коусакі; виконують — Фукуяма Дзюн (Сота), Оно Дайсуке (Сато), Камія Хіроші (Сома). Серії 2, 8, 10. У 9 епізоді — «Золотий день» (яп. 「ゴールデン・デイ」); текст — Кендзо Саекі; композитор — Ішіхама Какеру; виконує Фудзіта Сакі (Махіру).
Другий сезон
Другий сезон 13-серійного аніме-серіалу «Праця'!!» виходив у ефір з 1 жовтня по 24 грудня 2011 року, режисерства Ооцукі Ацуші. Перший епізод попереднього перегляду транслювався Crunchyroll 3 вересня 2011 року.
Опенінг — «Крута прогулянка» (англ. «Coolish Walk»). Текст пісень — Кендзо Саекі; композитор — Ішіхама Какеру; виконують — Асуми Кана (Попура), Фудзіта Сакі (Махіру), Кітамура Ері (Ячійо). Серії 2-13. У першому епізоді як ендінг.
Ендінг — «Як завжди, кохання та мир!!» (яп. 「いつものようにLOVE&PEACE!!」). Текст пісень — Кендзо Саекі; композитор — Окабе Кеіїчі; виконують — Фукуяма Дзюн (Сота), Оно Дайсуке (Сато), Камія Хіроші (Сома).
Третій сезон
Третій сезон 14-серійного аніме-серіалу «Праця!!!» виходив у ефір з 4 липня по 26 грудня 2015 року, режисерства Камакура Юмі. У Північній Америці ліцензію на трансляцію серіалу отримала Aniplex of America. Також відбувалася онлайн-трансляція Aniplex Channel, Crunchyroll, Hulu, Daisuki та Viewster.
Опенінг — (англ. NOW!!!GAMBLE). Текст пісень — Кендзо Саекі; композитор — Ішіхама Какеру; виконують — Асуми Кана (Попура), Фудзіта Сакі (Махіру), Кітамура Ері (Ячійо). Серії 2-13. У першому епізоді як ендінг.
Ендінг — «Закриті вії» (яп. 「まつ毛にLOCK」). Текст пісень — Кендзо Саекі; композитор — Окабе Кеіїчі; виконують — Фукуяма Дзюн (Сота), Оно Дайсуке (Сато), Камія Хіроші (Сома).

## Прийом
Четвертий том манґи «Праця!!» був на сьомому місці за продажами в Японії з 23 жовтня по 29 жовтня 2007 року. Шостий том манги був на шостому місці за продажами в Японії з 24 березня по 30 березня 2009 року, продавши понад 73 тисячі томів цього тижня.